# Kimmo Sasi
Kimmo Kalevi Immeri Sasi (ur. 21 lutego 1952 w Tampere, zm. 16 kwietnia 2025 w Helsinkach) – fiński polityk i prawnik, wieloletni parlamentarzysta i minister w rządach Paava Lipponena.

## Życiorys
W 1974 ukończył studia prawnicze na Uniwersytecie Helsińskim. Rok później został absolwentem nauk ekonomicznych i administracji w biznesie. Kształcił się też w zakresie prawa na Columbia University w Nowym Jorku. W latach 70. był urzędnikiem policyjnym. Pracował później w prywatnym biurze prawnym, następne w 1982 otworzył własną kancelarię.
W 1983 po raz pierwszy uzyskał mandat posła do Eduskunty z okręgu Pirkanmaa z listy Partii Koalicji Narodowej. Z powodzeniem ubiegał się o reelekcję w kolejnych wyborach (1987, 1991, 1995, 1999, 2003, 2007 i 2011). Od 1991 do 1993 pełnił funkcję przewodniczącego klubu poselskiego swojego ugrupowania.
Od stycznia do kwietnia 1999 w pierwszym rządzie Paava Lipponena sprawował urząd ministra transportu. Następnie w drugim rządzie tego samego premiera objął stanowisko ministra handlu zagranicznego. Został też wówczas ministrem w kancelarii premiera i w ministerstwie handlu i przemysłu. W styczniu przeszedł na urząd ministra transportu i łączności, funkcję tę pełnił do kwietnia 2003.
W trakcie kampanii wyborczej przed wyborami w marcu 2007 brał udział w wypadku samochodowym, na skutek którego jedna osoba zmarła. Kimmo Sasi twierdził, że nie pamięta żadnych okoliczności tego zdarzenia, w wyniku którego sam odniósł obrażenia. W październiku tego samego roku został skazany na karę grzywny za nieumyślne spowodowanie śmierci i doprowadzenie do zagrożenia w ruchu drogowym.
W 2012 pełnił funkcję przewodniczącego Rady Nordyckiej.